# Bulgariella
Bulgariella P. Karst. (prószyczka) – rodzaj grzybów z typu workowców (Ascomycota).

## Systematyka i nazewnictwo
Pozycja w klasyfikacji według Index Fungorum: Incertae sedis, Helotiales, Leotiomycetidae, Leotiomycetes, Pezizomycotina, Ascomycota, Fungi.
Takson ten utworzył Petter Adolf Karsten w 1885 r. Synonim: Lagerheima Sacc.
Polska nazwa na podstawie rekomendacji Komisji ds. Polskiego Nazewnictwa Grzybów.
Gatunki:
- Bulgariella argentinensis Speg. 1909
- Bulgariella nigrita (Fr.) Sacc. 1889[4]
- Bulgariella pulla (Fr.) P. Karst. 1885 – prószyczka ciemna
- Bulgariella sphaerospora (Berk. & M.A. Curtis) Gamundí 1981

Nazwy naukowe i wykaz gatunków na podstawie Index Fungorum. Nazwa polska na podstawie rekomendacji Komisji ds. Polskiego Nazewnictwa Grzybów.